# Eressa politula
Eressa politula är en fjärilsart som beskrevs av Swinhoe. Eressa politula ingår i släktet Eressa och familjen björnspinnare. Inga underarter finns listade i Catalogue of Life.